# Yassin al-Haj Saleh
Yassin al-Haj Saleh, född 1 februari 1961 i ar-Raqqa, är en syrisk läkare, aktivist och författare.

## Biografi
Saleh satt under 16 år i fängelse för sitt engagemang mot den syriska regimen. Han lämnade Syrien 2013 och levde under en period i Turkiet men är sedan 2017 bosatt i Berlin. Han arbetar som journalist och författare och ses som en av de viktigaste intellektuella rösterna från Syrien. Han har publicerats i tidningar som The Guardian, The New York Times och Le Monde.
Saleh har kallats "den syriska revolutionens samvete". Han tilldelades av Svenska PEN 2017 års Tucholskypris.